# Tramway de Iași
Le tramway de Iași est le réseau de tramways implanté dans la ville d'Iași, en Roumanie. Créé le 1er mars 1900, il compte en 2022 8 lignes, qui desservent 56 stations.

## Réseau actuel

### Aperçu général
Les huit lignes du réseau sont les suivantes :
- 1 (Copou - Tg. Cucu - Podu Roș - Baza 3 - Tătărași - Tg. Cucu - Copou) - 15,7 km
- 3 (Dancu - Tătărași - Tg. Cucu - Gară) - 17,40 km
- 6 (Dacia - Gară - Billa - Tg. Cucu) - 12,40 km
- 7 (Canta - Gară - Tg. Cucu - Tudor Vladimirescu - Baza 3 - Țuțora)
- 8 (Copou - Târgu Cucu - Tudor Vladimirescu - Baza 3)
- 9 (Copou - Târgu Cucu - Podu Roș - Tehnopolis)
- 11 (Dacia - Gara Nicolina - Tătărași Nord) - 20,90 km
- 13 (Copou - Tg. Cucu - Tătărași - Baza 3 - Podu Roș - Tg. Cucu - Copou) - 15,87 km

### Matériel roulant
| Modèle            | Nombre de rames en circulation |
| ----------------- | ------------------------------ |
| GT4               | 107                            |
| Tatra T4D         | 25                             |
| Be4/4             | 9                              |
| Waggon-Union ST10 | 7                              |
| Be 8/8            | 14                             |
| Waggon-Union ST11 | 3                              |
| Tatra T4R         | 1                              |
| DWM ST8           | 1                              |
| DWM ST7           | 1                              |
| MAN GT8           | 10                             |

Grâce aux fonds européens, la ville espère moderniser sa flotte entière, pour un montant de 80 millions d'euros. La première rame GT4 rénovée est présentée en juin 2013, et devient alors une rame GT4M.